# Antaxius florezi
Antaxius florezi is een rechtvleugelig insect uit de familie sabelsprinkhanen (Tettigoniidae). De wetenschappelijke naam van deze soort is voor het eerst geldig gepubliceerd in 1900 door Bolívar.
1. ↑  (en) Antaxius florezi op de IUCN Red List of Threatened Species.